# YaMZ-530

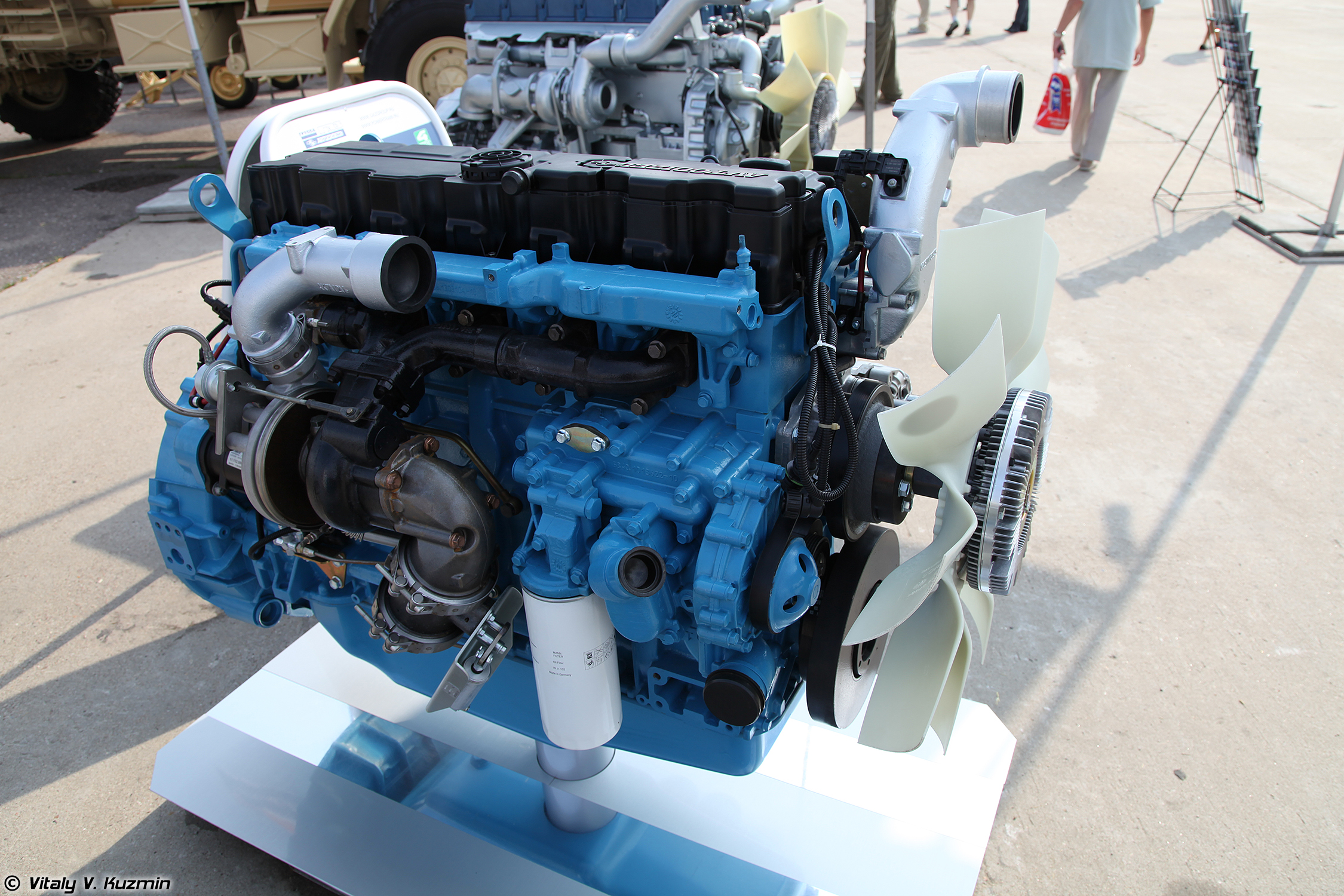
YaMZ-53642.

El motor diésel YaMZ-530 -una familia de bloques propulsores de entre 4 y 6 cilindros- es una de las novedades en la producción de motores de la Planta de motores diésel de Yaroslavl, miembro del "Grupo GAZ". Este bloque diésel se desarrolló junto a la firma austriaca de ingeniería AVL List GmbH. Los motores cumplen con la normativa europea sobre emisiones del estándar Euro-4.

## Historia
El desarrollo, la pre-construcción y prueba de los primeros prototipos se inició en los periodos 1995-2002 y 2005-2008. Para el año 2009 se produjo un lote piloto de motores para realizarles pruebas de desempeño en banco y en carretera. La producción en serie en la planta se comenzó a adelantar desde entonces. La línea específica para su producción en la factoría de motores diesel se instaló en la localidad de Zavolzhsky, parte del complejo de la planta de motores de Yaroslavl, siendo llevada a cabo su inauguración el 23 de noviembre de 2011. Se espera que hasta el 2014, la YaMZ producirá hasta 25.000 motores al año de la referencia, y después de que se eliminen sus defectos y se mejore su diseño, la cantidad producida anualmente aumente hasta dos veces.
En marzo de 2010, el Instituto Adam Smith ha adjudicado a la JSC Autodiesel el premio en la categoría de "Innovación/Avance Tecnológico" en la implementación de un proyecto, y por el desarrollo de su fruto, la familia de motores YaMZ-530.

### Fase de producción en serie
Desde el año 2012, la producción en serie de las plantas de autobuses PAZ y LiAZ incorporaron el nuevo motor YaMZ-530. La serie de bloques de seis cilindros de motores del modelo YaMZ-536 comenzarían a ser instalados en el modelo LiAZ 5256, incluidos los autobuses de versiones urbana, suburbana e interurbana, así como en los modelos de la serie LiAZ 5293. En la fábrica de autobuses de Pavlovsk, los motores de cuatro cilindros de la serie YaMZ-534, con un rango de potencia de 150 caballos (112 kW) a 170 caballos (127 kW), fueron montados en la familia de autobuses PAZ-3205 y PAZ-3204.
En el periodo 2013-2014, en la fábrica de automóviles de Minsk se han producido y vendido más de 7.000 piezas de autobuses de sus modelos con motores de la serie YaMZ-536. En 2014 la exposición "Medios de transporte a gas», la firma Naftogaz presentó el coche "GAZes NEXT GNC», en el que se monta una variante de cuatro cilindros alimentada por gas natural vehicular, el YaMZ-534 GNC, desarrollado conjuntamente con la empresa canadiense Westport. En el año 2015, se iniciaron las pruebas de carretera en un chasis modificado de un camión de la planta Ural, al que se le montó un bloque YaMZ-536 alimentado por gas natural comprimido. La producción en serie de vehículos alimentados a gas será iniciada antes de finales del 2015.

## Características
Los motores de la serie YaMZ-530 están diseñados para su instalación tanto en vehículos civiles como en vehículos militares, con miras a ser usados en un futuro en los diferentes modelos de autobuses del "Grupo GAZ" y "MAZ" , así como en los vehículos blindados futuros de fabricación rusa de la serie Taifun.
| Parámetro                               | YaMZ-534           | YaMZ-536           |
| --------------------------------------- | ------------------ | ------------------ |
| Cantidad de cilindros                   | L4                 | L6                 |
| Cilindraje del bloque                   | 4,43               | 6,65               |
| Potencia máxima (kW - CV)               | 100–140 (136–190)  | 180–230 (240–312)  |
| Revoluciones (rv/min)                   | 2300               | 2300               |
| Consumo mínimo de combustible (galones) | 197                | 196                |
| Peso (kg)                               | 460–480            | 620–640            |
| Normatividad de emisiones               | Euro-4 (EGR + POC) | Euro-4 (EGR + POC) |

Una variante modificada, en mayo de 2014; logró obtener un rendimiento mayor al de un bloque de serie, un motor de la referencia YaMZ-53472-10, que llegó a erogar 215 caballos (160 kW) a 2600 rev/min, montado en un vehículo SPM-2 "Tigre".

## Usuarios
- Kamaz Typhoon - Variante YaMZ-536
- Ural Typhoon - Variante YaMZ-536